# طبقة المقبرة (إب)

تعديل مصدري - تعديل

طبقة المقبرة محلة تابعة لقرية السهلة، التابعة لعزلة بلادشار بمديرية إب إحدى مديريات محافظة إب في الجمهورية اليمنية.، بلغ تعداد سكانها 45 حسب تعداد اليمن لعام 2004.